# Daria Kasatkina
Pour les articles homonymes, voir Kassatkina.
Daria Kasatkina (en russe : Дарья Сергеевна Касаткина, Daria Sergueïevna Kassatkina) est une joueuse de tennis australienne d'origine russe, professionnelle depuis 2014, née le 7 mai 1997 à Togliatti. 
Elle a pris la nationalité australienne en mars 2025.
À ce jour, elle a remporté huit titres en simple et un titre en double dames sur le circuit WTA.

## Carrière junior
En 2014, Daria remporte le tournoi junior de Roland-Garros en battant en finale la Serbe Ivana Jorović (6-75, 6-2, 6-3). Elle obtient aussi la médaille d'argent des Jeux olympiques de la jeunesse de 2014 en double filles.

## Carrière professionnelle

### 2016: quart de finale aux Jeux olympiques
Pour cette année à l'Open d'Australie, Daria Kasatkina passe Anna Karolína Schmiedlová et Ana Konjuh, avant de chuter lourdement (1-6, 1-6) contre la future finaliste no 1 mondiale, Serena Williams. Début février chez elle au tournoi de Saint-Pétersbourg, elle perd en demi-finale contre la tête de série numéro 1, Belinda Bencic (4-6, 3-6), après avoir passé sur le fil Kirsten Flipkens et surtout Dominika Cibulková.
En mars au tournoi d'Indian Wells, elle arrive à atteindre les quarts de finale, pour la première fois dans la catégorie Premier Mandatory. Battant consécutivement Daniela Hantuchová, Anna-Lena Friedsam, Mónica Puig et la Suissesse Timea Bacsinszky, tête de série numéro 12 (6-4, 6-2). Elle est vaincue sèchement (3-6, 2-6) en une heure de jeu contre Karolína Plíšková.
Daria fait de moins bonnes performances sur terre battue, en allant tout de même au troisième tour de Roland-Garros, perdant contre Kiki Bertens future demi-finaliste dans un gros match conclu à 8-10 dans l'ultime manche (2-6, 6-3, 8-10). Puis sur gazon à Wimbledon, elle perd également au troisième tour dans un gros match encore (5-7, 6-4, 8-10) face à Venus Williams (8e mondiale alors) après 2 h 42 de combat.
Elle enchaîne les bons résultats avec un quart de finale à Montréal, en battant les têtes de séries Samantha Stosur (7-61, 6-3) et Roberta Vinci (7-5, 6-3), mais s'incline (2-6, 2-6) contre la tête de série numéro 2, Angelique Kerber. Puis aux Jeux olympiques (première participation), elle atteint à nouveau les quarts en battant tout d'abord difficilement Ons Jabeur (3-6, 7-64, 6-1) au premier tour, avant de dérouler contre Zheng Saisai et Sara Errani. Seulement vaincue par la 9e mondiale, Madison Keys (3-6, 1-6).
Elle revient pour la tournée asiatique avec un huitième à Wuhan perdue contre Madison Keys à nouveau, mais en trois sets.

### 2017: premier titre et huitième à l'US Open
Pour cette année, elle bat d'abord la no 1 mondiale, Angelique Kerber (7-65, 6-2) d'entrée de tournoi à Sydney, avant de se faire épingler en quart de finale contre la future lauréate, Johanna Konta 10e mondiale.
À Doha, elle vainc à nouveau Angelique Kerber (6-4, 0-6, 6-4) alors no 2 mondiale mais ne confirme pas à nouveau sa performance, en perdant contre Mónica Puig (6-4, 5-7, 4-6) au tour suivant en quart.
Après de mauvais résultats, elle réagit en avril, où à l'âge de 19 ans, elle décroche son premier titre WTA (à sa première finale) au tournoi Premier de Charleston en battant Jeļena Ostapenko (également 19 ans) en finale au bout de 1 h 06 de match (6-3, 6-1). Et après avoir battu la 37e mondiale Laura Siegemund, difficilement (3-6, 6-2, 6-1) en demi-finale en 2 h 18. À l'issue de ce tournoi, elle atteint la 29e place au classement WTA au 10 avril, soit un bond de 13 rangs.
Elle commence les Internationaux de France par une victoire face à la Belge Yanina Wickmayer (7-5, 6-4). Au second tour, elle affirme sa puissance en battant la qualifiée Markéta Vondroušová (7-61, 6-4). Elle échoue cependant au 3e tour face à la Roumaine Simona Halep (0-6, 5-7), lauréate à Madrid et finaliste à Rome.
Après des performances en dent de scie, elle réagit à l'US Open. Passant difficilement Wang Qiang (67-7, 6-2, 6-3), puis Christina McHale (7-5, 6-3) et facilement face à la 12e mondiale, Jeļena Ostapenko (6-3, 6-2) pour se qualifier pour son premier huitième de finale en Grand Chelem. La poignée de main contre la Lettonne en fin de match sera glaciale à cause de la frustration lié à la gêne physique de celle-ci, en ne pouvant pas défendre pleinement ses chances. Elle s'incline au tour suivant face à la qualifiée Kaia Kanepi (4-6, 4-6), retombée à la 418e place mondiale après une longue absence.
Sur la tournée asiatique, elle se qualifie pour les huitièmes au tournoi de Wuhan en passant Alison Riske en trois sets et surtout la no 2 mondiale, Simona Halep (6-2, 6-1) sèchement en un peu plus d'une heure de jeu. Elle s'incline de nouveau au tour d'après en deux manches contre sa compatriote Ekaterina Makarova. Puis à Pékin, elle atteint les quarts de finale en battant Natalia Vikhlyantseva, la qualifiée Lara Arruabarrena et la tête de série numéro 11, Agnieszka Radwańska (4-6, 7-5, 6-2). Elle s'incline sèchement (2-6, 1-6) contre Halep. En indoor à la Coupe du Kremlin chez elle à Moscou, Daria atteint la finale en battant sa compatriote Anastasia Pavlyuchenkova, Kateřina Siniaková, puis Aliaksandra Sasnovich et Irina-Camelia Begu sans perdre de set. Elle s'incline sèchement (1-6, 2-6) contre l'Allemande Julia Görges en seulement 66 minutes de jeu.

### 2018: première finale dePremier Mandatoryà Indian Wells et premiers 1/4 de finale en Grand Chelem
La saison 2018 de Kasatkina ne commence pas de la meilleure des manières. La jeune Russe se fait effectivement éliminer consécutivement dès le premier tour aux tournois de Brisbane et Sydney. Après ses échecs, elle ne fait guère mieux en s'inclinant au deuxième tour de l'Open d'Australie. À la suite de cette tournée australienne peu glorieuse, elle participe au tournoi de Saint-Petersbourg, l'occasion pour la locale de réaliser ses premières belles performances de l'année. Après sa compatriote Kuzmova (1-6, 6-4, 6-1) et Alizé Cornet (6-2, 6-1), elle se défait de la première tête de série et alors no 1 mondiale, Caroline Wozniacki en deux sets (7-62, 6-3) et récente lauréate de l'Open d'Australie. En demi-finale, elle s'incline face à Kristina Mladenovic, tenante du titre (6-3, 3-6, 2-6). À la suite de cette élimination, elle perd une nouvelle fois dès le premier tour à Doha contre Catherine Bellis. Pour son entrée en lice à Dubaï, elle affronte et élimine Agnieszka Radwańska (7-5, 6-4), avant de sortir la 12e mondiale, Johanna Konta (4-6, 7-66, 6-2) au terme d'une grosse bataille. Puis sa compatriote Elena Vesnina (7-65, 6-1) et la 3e mondiale, Garbiñe Muguruza (3-6, 7-611, 6-1) en sauvant plusieurs balles de match dans le second set. En finale, elle fait face à la 4e mondiale, Elina Svitolina en perdant sèchement (4-6, 0-6) après une bulle dans la dernière manche.
Après son parcours fou à Dubaï, semaine au cours de laquelle elle aura battu pas moins de trois actuels ou anciens membres du top 10, Kasatkina arrive en confiance au WTA Premier d'Indian Wells. Sur sa lancée et alors exemptée de 1er tour en raison de son statut de tête de série numéro 20, elle élimine successivement Kateřina Siniaková sur abandon, puis la tête de série numéro 13, Sloane Stephens (6-4, 6-3), et après la no 2 mondiale, Caroline Wozniacki (6-4, 7-5) pour aller en 1/4 de finale après 1 h 40 de jeu. Elle domine en seulement 58 minutes la 10e mondiale, Angelique Kerber pour se hisser dans le dernier carré où elle affronte la 8e mondiale et vétérane Venus Williams au bout d'un gros combat (4-6, 6-4, 7-5) gagnée à l'usure au bout de 2 h 48 de jeu,. Comme au tournoi précédent, elle ne parvient toutefois pas à conclure sa semaine de rêve puisqu'elle s'incline assez sèchement face à une autre jeune de 20 ans, Naomi Osaka, 3-6, 2-6 en 1 h 10 de jeu. Ayant un blocage pour libérer son jeu et défendre pleinement ses chances pour remporter les gros titres. Au classement WTA du 19 mars, elle pointe à la 11e place mondiale. Elle ne confirme pas sa belle semaine en perdant d'entrée à Miami contre la qualifiée locale Sofia Kenin.

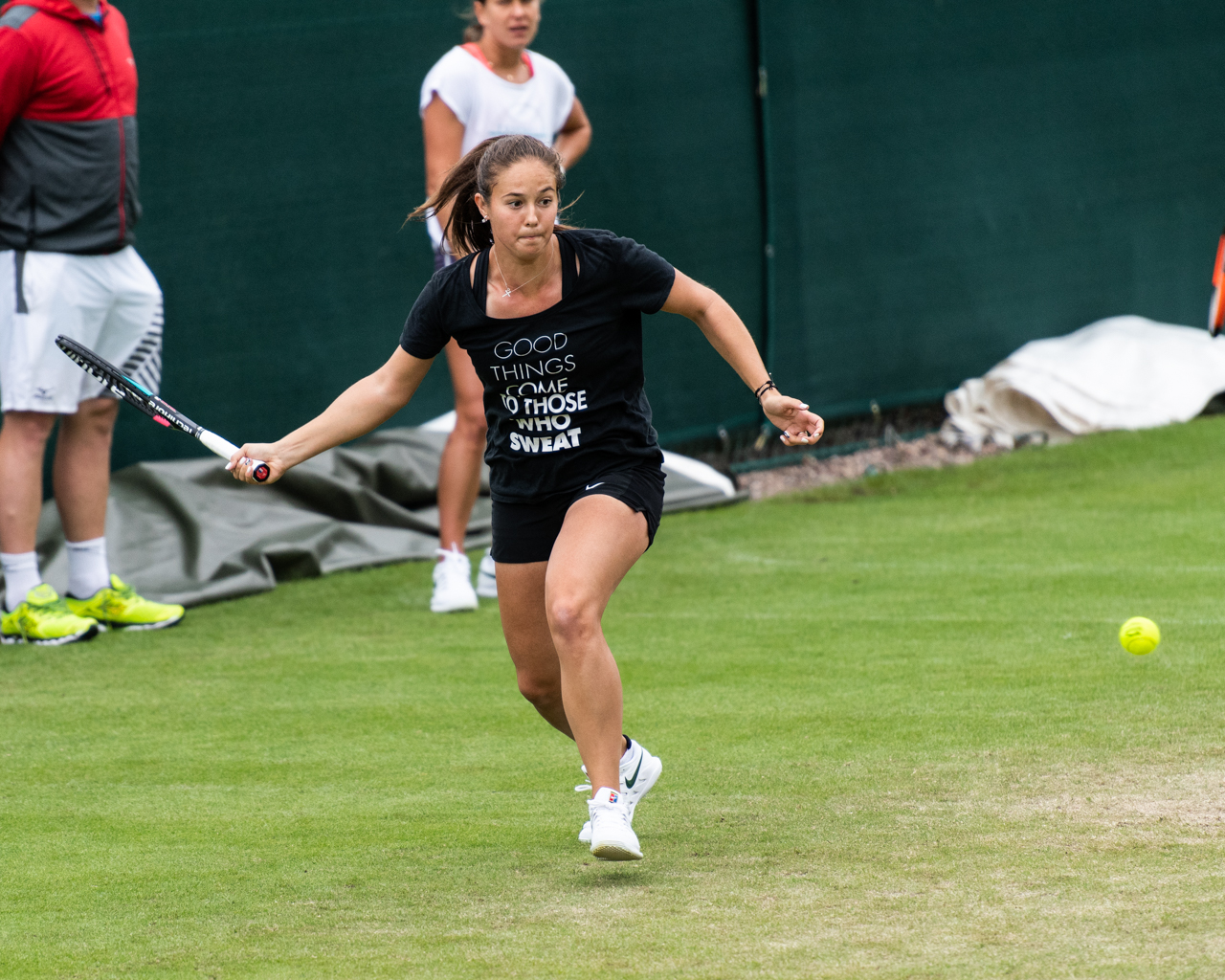
Daria Kasatkina à Birmingham.

Tenante du titre, elle s'incline en 1/4 de finale du tournoi de Charleston sur terre battue face à Julia Görges (4-6, 3-6), future finaliste. Après à Madrid, Kasatkina atteint à nouveau les quarts de finale en battant Wang Qiang, Sorana Cîrstea mais surtout la 3e mondiale, Garbiñe Muguruza (6-2, 4-6, 6-3) en 2 h 28. Elle s'incline sèchement (4-6, 0-6) face à la 10e et future lauréate, la Tchèque Petra Kvitová. Puis à Rome, elle perd contre la 4e mondiale, Elina Svitolina (6-0, 3-6, 2-6) la future lauréate de l'épreuve mais en lui ayant infligée une bulle dans une rencontre d'1 h 38 où chacune des deux joueuses aura connu de gros passages à vide. Lors du tournoi de Roland-Garros, la Russe qui est tête de série numéro 14 passe facilement Kaia Kanepi et Kirsten Flipkens, avant de perdre un set contre María Sákkari (6-1, 1-6, 6-3) pour aller en 1/8. Elle se qualifie pour les quarts de finale en venant à bout en deux sets (7-65, 6-2) de la no 2 mondiale, Caroline Wozniacki. Elle passe complètement à côté de son match, commettant trop de fautes pour espérer l'emporter sur la 10e mondiale, Sloane Stephens (3-6, 1-6) en 1 h 10.
Sur gazon elle arrive et perd en 1/4 de finale d'Eastbourne face à Angelique Kerber (1-6, 7-63, 6-73) au terme d'une rencontre tendue. À Wimbledon, elle obtient son 2e quart de finale de Grand Chelem consécutif après des victoires sur Yulia Putintseva, Ashleigh Barty (7-5, 6-3) et en 1/8, Alison Van Uytvanck (6-76, 6-3, 6-2). Mais elle est battue en une heure et demie (3-6, 5-7) face à la 10e mondiale, Angelique Kerber qui remportera son 3e titre du Grand Chelem.

### 2019 - 2020: difficultés à revenir au plus haut niveau
Elle commence l'année 2019 numéro dix mondiale, et vit un début de saison très difficile avec des éliminations au premier tour à Brisbane (contre la wild-card et 283e mondiale Kimberly Birrell), à Sydney, à l'Open d'Australie (contre la Suissesse Timea Bacsinszky, retombée au 145e rang mondial). Elle remporte son premier match par forfait contre sa compatriote Maria Sharapova, mais est battue dès le tour suivant par la wild-card Vera Zvonareva (3-6, 6-7) chez elle, à Saint-Pétersbourg. Mi-février, à Dubaï, elle remporte son premier match contre la 178e mondiale Magdalena Fręch, mais s'incline au deuxième tour contre l'Américaine Sofia Kenin. Elle enchaîne les résultats décevants avec des premiers tours à Indian Wells et Madrid et des second tours à Miami et Stuttgart.

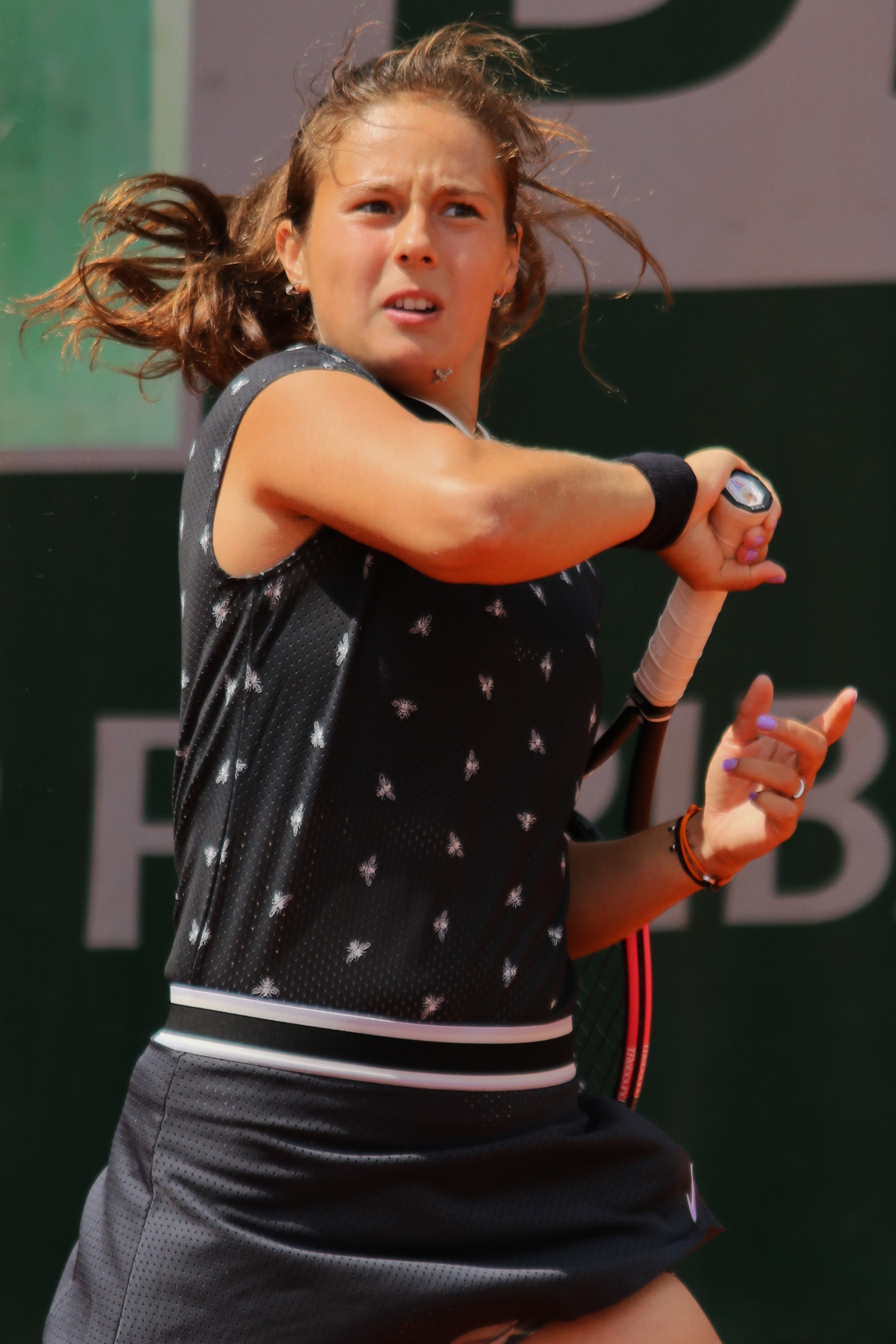
Daria Kasatkina aux Internationaux de France 2019.

Mi-mai, elle emporte deux victoires consécutives pour la première fois depuis près de sept mois à Rome où elle se défait d'Irina-Camelia Begu et de la Tchèque Kateřina Siniaková. Elle participe ensuite à Roland-Garros, et, si elle bat la qualifiée Jasmine Paolini, elle s'incline au deuxième tour contre la Portoricaine Mónica Puig (3-6, 1-6), ce qui constitue son plus mauvais résultat à Roland-Garros. À l'issue du tournoi, elle sort du Top 30. Les mois suivants ne sont pas meilleurs avec trois victoires en huit tournois jusqu'à Beijing. Elle reprend des couleurs en éliminant Peng Shuai (2-6, 6-4, 6-4), Aryna Sabalenka, 14e mondiale (6-4, 7-6), et Ekaterina Alexandrova (6-4, 6-3), pour perdre contre l'ancienne numéro une mondiale Caroline Wozniacki en quarts de finale (3-6, 6-7). C'est son meilleur résultat de la saison. Elle ne confirme pas mi-octobre en étant éliminée chez elle à Moscou — alors qu'elle est tenant du titre — au premier tour, par l'Ukrainienne Dayana Yastremska. Elle termine l'année 69e mondiale, son plus mauvais classement depuis quatre ans.
Elle commence l'année 2020 par un deuxième tour à Auckland, battue par l'Américaine Amanda Anisimova et une sortie des qualifications à Adelaïde (éliminée au premier tour par la Suissesse Belinda Bencic). Elle s'incline la semaine suivante de nouveau d'entrée à l'Open d'Australie devant l'Américaine Madison Keys (3-6, 1-6).
Elle parvient pour la première fois depuis un an et demi en finale d'un tournoi en éliminant à Lyon Pauline Parmentier, Irina Bara et Camila Giorgi et retrouve la victoire en fin de saison à Rome où elle se sort des qualifications et bat Vera Zvonareva, ainsi que Kateřina Siniaková. À Roland-Garros, elle élimine Harmony Tan au premier tour et arrive de nouveau dans le tableau final à Ostrava où elle se défait de la Kazakh Elena Rybakina, 19e mondiale.

### 2021: titres à Saint-Pétersbourg et Melbourne
La saison 2021 de Daria Kasatkina commence avec un huitième de finale à Abou Dabi perdant face à Elena Rybakina. Puis au Gippsland Trophy, la Russe réitère un 1/8 en s'inclinant contre la future finaliste, Kaia Kanepi. Avant d'être éliminé (6-75, 3-6) au second tour de l'Open d'Australie par Aryna Sabalenka. Pendant la seconde semaine de l'Australian Open, Kasatkina participe au WTA 250 du Phillip Island Trophy à Melbourne. Elle passe ses deux premiers tours facilement, puis perd une manche face à sa compatriote Anastasia Pavlyuchenkova et en deux set Petra Martić. Elle se qualifie pour la finale en s'extirpant difficilement face à l'Américaine Danielle Collins (6-2, 6-76, 6-1) après 2 h 26 de jeu. Elle s'offre le titre en un peu plus de deux heures (4-6, 6-2, 6-2) face à Marie Bouzková, le premier titre pour la Russe depuis Moscou en 2018.
Elle est éliminée d'entrée à Dubaï contre la Française Alizé Cornet puis dispute le tournoi de Saint-Pétersburg mi-mars. Elle bat d'abord la qualifiée Clara Tauson, puis Aliaksandra Sasnovich ainsi que les têtes de série n°2 et 4 qui sont ses compatriotes Veronika Kudermetova et Svetlana Kuznetsova. Arrivée en finale, elle profite de l'abandon de son adversaire, Margarita Betova, wild-card, pour remporter son deuxième titre de l'année. Ce bon résultat lui permet de revenir dans le Top 50.

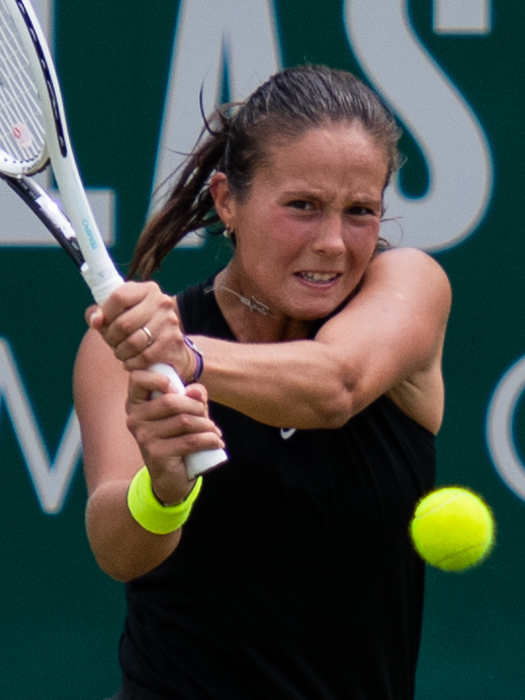
Daria Kasatkina à Roland-Garros 2021.

Un mois après son succès, elle commence sa tournée sur terre battue qui sera plutôt décevante. Elle s'incline en huitièmes de finale à Istanbul contre Marta Kostyuk, au deuxième tour à Madrid, s'inclinant de nouveau contre Aryna Sabalenka (la troisième défaite sur leur trois derniers duels), puis contre l'Américaine Jessica Pegula au premier tour de Rome. S'inclinant à Parme contre une autre Américaine Sloane Stephens, elle s'impose début juin contre Misaki Doi et la numéro onze mondiale Belinda Bencic à Roland Garros. Elle est néanmoins battue au troisième tour par Sorana Cîrstea.
Atterrissant à Brimingham pour le début de la tournée sur gazon, elle bat durant le tournoi de la dite ville Polona Hercog, prend sa revanche sur Marta Kostyuk puis se débarrasse de deux qualifiées, Tereza Martincová et Coco Vandeweghe pour disputer sa troisième finale de l'année, la première de sa carrière sur gazon. Elle y rencontre la Tunisienne Ons Jabeur qui l'a vainc pour la première fois (5-7, 4-6).
Elle confirme sa bonne forme en ralliant les quarts de finale à Eastbourne, battue par Jeļena Ostapenko mais ayant écarté Iga Świątek, numéro neuf mondiale. C'est sa première victoire sur une Top 10 depuis 3 ans et sa première sur gazon. Elle est de nouveau écartée par la Lettone la semaine suivante, à Wimbledon, au deuxième tour au terme d'un match à rallonge (1-6, 6-3, 6-8).
Début août, elle s'envole pour la tournée américaine et dispute San Jose. Elle y bat Caroline Garcia, Magda Linette ainsi que la tête de série n°1 Elise Mertens pour disputer sa quatrième finale de la saison mais doit s'incliner contre la locale Danielle Collins (3-6, 7-6, 1-6).
La fin de saison est plus difficile, avec des deuxièmes tours à Montreal (de nouveau contre Ons Jabeur), l'US Open (contre Elina Svitolina) et Indian Wells (défaite contre Angelique Kerber). Elle perd également d'entrée à Cincinnati contre la 10e mondiale, la Tchèque Barbora Krejčíková et à Moscou contre l'Ukrainienne Anhelina Kalinina. Elle dispute aussi le tournoi de Cleveland et s'arrête en quarts de finale.

### 2022: retour dans le Top 10, demi-finale à Roland-Garros et Rome, titres à San Jose et Granby
Elle commence l'année en forme avec deux demi-finales à Melbourne (dont elle est tenante du titre) et Sydney, battant notamment Sofia Kenin, Elise Mertens et Garbiñe Muguruza, numéro trois mondiale. 
Elle dispute ensuite l'Open d'Australie et s'arrête contre la Polonaise Iga Świątek au troisième tour (2-6, 3-6), égalant néanmoins sa meilleure performance dans le Grand Chelem australien. Elle essuie deux nouvelles défaites, toujours contre la Polonaise aux tournois de Dubaï (premier tour) et Doha (en huitièmes de finale). La suite de la tournée sur dure est décevante avec un deuxième tour à Indian Wells perdu contre Angelique Kerber et un premier tour contre Aliaksandra Sasnovich à Miami.
La saison sur terre battue va la voir enchaîner les bons résultats. Elle perd au deuxième tour à Stuttgart contre la Tunisienne Ons Jabeur leur premier duel sur terre battue. Elle réussit néanmoins à battre l'Américaine Coco Gauff au premier tour (6-4, 6-2). Elle bat María Sákkari, numéro cinq mondiale au deuxième tour de Madrid et s'incline en huitièmes de finale contre l'Espagnole Sara Sorribes Tormo. 
Début mai, elle s'impose contre Tamara Zidanšek, demi-finaliste l'année précédente à Roland Garros et Leylah Fernandez aux deux premiers tours de Rome. Elle emporte en huitièmes de finale une victoire contre la numéro trois mondiale, Paula Badosa et bénéficie de l'abandon de la Suissesse Jil Teichmann pour accéder aux demi-finales. Elle retrouve la Tunisienne Ons Jabeur, qui comme à Stuttgart met fin à son parcours, malgré une balle de match obtenue.
Durant le mois de mai, elle atteint les quarts de finale du tournoi de Roland-Garros, en ne concédant que 14 jeux. Elle bat successivement la Slovaque Rebecca Šramková (6-2, 6-0), la Mexicaine Fernanda Contreras Gómez (6-0, 6-3), l'Américaine Shelby Rogers (6-3, 6-2) puis l'Italienne Camila Giorgi (6-2, 6-2). En quart de finale, elle affronte sa compatriote Veronika Kudermetova, elle aussi novice à ce stade en Grand Chelem, et la bat (6-4, 7-65). Elle dispute sa première demi-finale en Grand Chelem contre la numéro un mondiale, Iga Świątek, et perd (2-6, 1-6).
Sur gazon, elle atteint ensuite les quarts de finale des tournois de Berlin et Bad Homburg, s'inclinant respectivement contre María Sákkari (0-6, 3-6) et Bianca Andreescu (4-6, 1-6).
Tout comme les autres joueurs et joueuses russes et biélorusses, elle est interdite de disputer le tournoi de Wimbledon.  
Elle s'incline d'entrée à Hambourg contre Kateřina Siniaková, mais se ressaisit à San Jose, tournoi dont elle avait été finaliste l'année précédente, en battant la vainqueur de Wimbledon Elena Rybakina (1-6, 6-2, 6-0), puis la qualifiée Taylor Townsend (6-4, 6-0). Elle dispose en quarts de finale de la Biélorusse Aryna Sabalenka, 6ème joueuse mondiale (4-6, 7-5, 6-0) puis de l'Espagnole Paula Badosa dans leur troisième duel de l'année (6-2, 6-4). Elle conclut sa belle semaine par une victoire sur Shelby Rogers malgré la perte du premier set (6-7, 6-1, 6-2) et remporte son premier tournoi de l'année. Cette victoire lui permet également de retrouver le Top 10, deux ans et demi après l'avoir quitté. 
Elle s'incline au premier tour contre Bianca Andreescu à Toronto et contre Amanda Anisimova à Cincinnati, puis remporte un deuxième tournoi, celui de Grandby au Canada, après des victoires sur Greet Minnen, Magdalena Fręch, Nuria Párrizas Díaz, Diane Parry et Daria Saville. 
La suite de sa saison est plus compliquée avec des défaites au premier tour à l'US Open contre la Britannique Harriet Dart, au deuxième tour à Ostrava et San Diego, et en huitièmes de finale à Guadalajara contre Anna Kalinskaya. 
Elle dispute début novembre le Masters de fin d'année pour la première fois et y bat Coco Gauff (7-6, 6-3) mais s'incline contre la numéro un mondiale Iga Świątek (2-6, 3-6) et la Française Caroline Garcia, future gagnante du tournoi (6-4, 1-6, 6-7) et est éliminée en poules.

### 2023: 1/8ede finale à Roland-Garros et l'US Open et 2 finales
Elle commence l'année par une défaite à Adelaïde 1 contre la jeune qualifiée Tchèque Linda Nosková, 102ème mondiale, mais se ressaisit la semaine suivante en s'imposant lors du second tournoi d'Adelaïde contre les Tchèques Barbora Krejčíková (6-2, 7-5) et Petra Kvitová (6-3, 7-6). Elle profite du forfait de l'Espagnole Paula Badosa en demi-finale pour disputer sa première finale de l'année contre la Suissesse Belinda Bencic. Elle s'incline cependant sèchement en deux sets (0-6, 2-6). La semaine suivante elle dispute l'Open d'Australie, seul tournoi du Grand Chelem dont elle n'a pas disputé la deuxième semaine. Elle est sortie sèchement dès le premier tour par sa compatriote, Varvara Gracheva, 97ème joueuse mondiale en deux sets (1-6, 1-6). 
Début février, elle renverse en tant que tête de série numéro une à Abou Dhabi la Suissesse Jil Teichmann (1-6, 6-0, 6-2) puis essuie une rude défaite contre la révélation de l'année 2022, la Chinoise Zheng Qinwen (1-6, 2-6). Elle est également battue d'entrée à Doha, par la Brésilienne Beatriz Haddad Maia (3-6, 6-7), à Dubaï contre la Tchèque Barbora Krejčíková qui prend sa revanche (4-6, 6-4, 5-7), à Miami par la Belge Elise Mertens (6-4, 2-6, 2-6) et à Indian Wells au second tour de nouveau par Varvara Gracheva (4-6, 4-6). 
Elle entame la tournée sur ocre avec le tournoi de Charleston lors duquel elle retrouve la victoire en battant les Américaines Madison Brengle (6-2, 6-1), Bernarda Pera (6-3, 7-6) et Madison Keys (6-7, 6-4, 6-2) et rallie les demi-finale. Elle s'incline à ce stade contre la Tunisienne Ons Jabeur (5-7, 5-7), cinquième joueuse mondiale. 
Elle chute deux semaines plus tard dès le premier tour à Stuttgart contre l'Espagnole Paula Badosa (1-6, 1-6), ex numéro deux mondiale, puis en huitièmes de finale du tournoi de Madrid après avoir battu sa compatriote Anastasia Pavlyuchenkova, ancienne finaliste à Roland Garros (6-4, 6-3) et l'Ukrainienne Lesia Tsurenko (6-4, 6-2). Elle chute alors contre une autre Russe, Veronika Kudermetova (5-7, 6-1, 6-7). Demi-finaliste l'année passée à Rome, elle gagne deux matchs en capitale italienne contre la locale Lisa Pigato (6-1, 6-2) et au terme d'un match difficile contre l'Autrichienne Julia Grabher (7-5, 4-6, 7-6). Néanmoins comme à Madrid, elle ne dépasse pas les huitièmes de finale, éliminée par l'ancienne lauréate de Roland-Garros Jeļena Ostapenko (4-6, 6-4, 0-6). 
Demi-finaliste à Roland-Garros l'année passée, elle perd son huitième de finale contre l’Ukrainienne Elina Svitolina-Monfils, en deux sets (4-6, 65-77), adversaire qu'elle n'a jamais battu en six confrontations. Elle avait auparavant écarté Jule Niemeier et l'ancienne finaliste Markéta Vondroušová sur le même score (6-3, 6-4) ainsi que l'Américaine néophyte Peyton Stearns (6-0, 6-1).

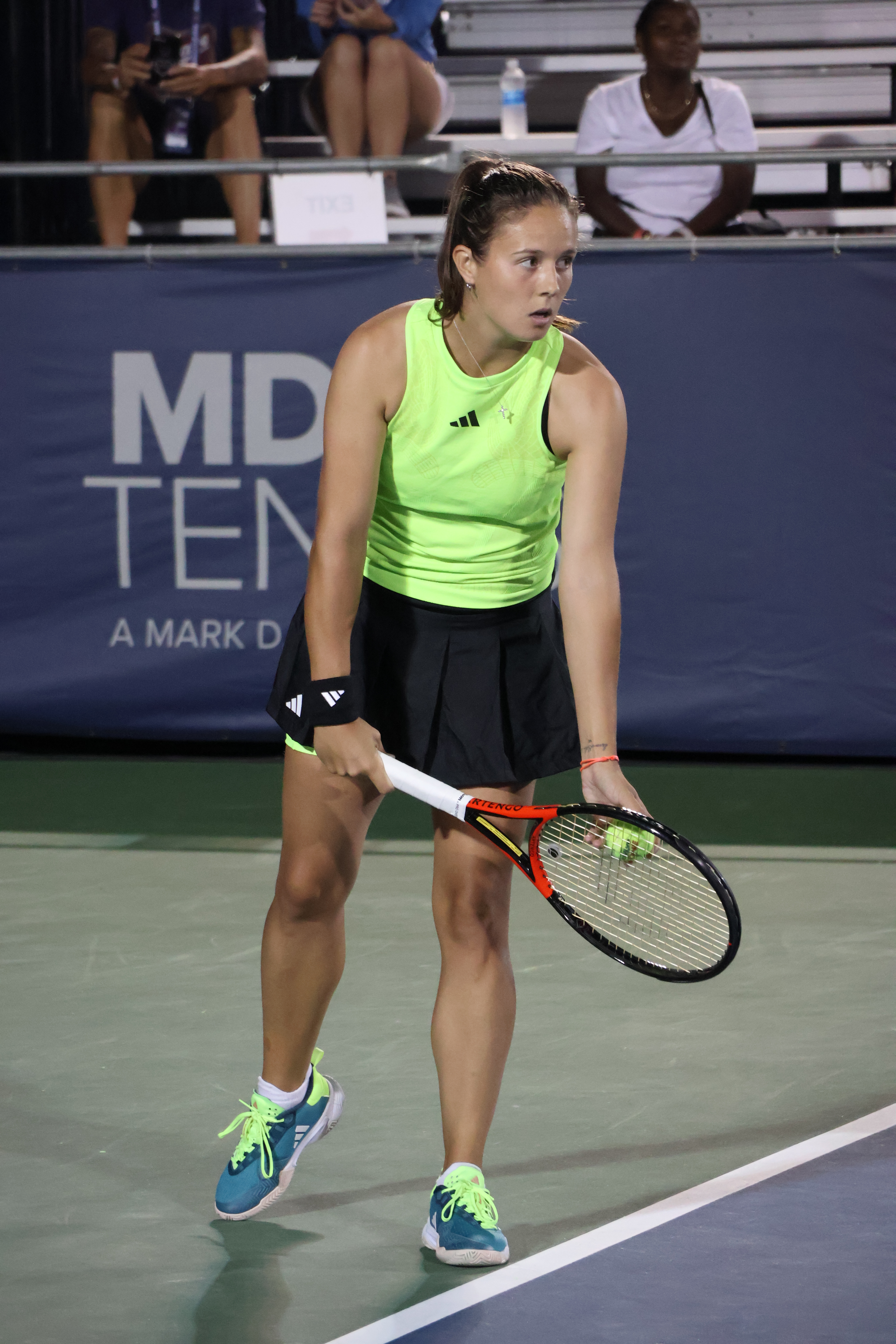
Kasatkina au tournoi de Washington 2023.

Elle s'incline à Berlin sur gazon d'entrée contre Elina Avanesyan, repêchée des qualifications (2-6, 6-3, 6-7). Elle rebondit juste avant Wimbledon en écartant à Eastbourne Anhelina Kalinina (6-3, 6-1), l'ancienne finaliste du Grand Chelem londonien Karolína Plíšková (3-6, 6-3, 6-3), la cinquième mondiale Caroline Garcia sur abandon (6-2, 2-1 ab.) et l'Italienne Camila Giorgi (6-2, 7-5) pour disputer sa seconde finale de l'année. Confrontée à une de ses bêtes noires, l'Américaine Madison Keys qu'elle avait battu à Charleston, elle s'incline pour la neuvième fois en onze confrontations contre son adversaire (2-6, 6-7) et manque l'occasion de remporter son premier titre sur gazon. Elle s'impose sur ses deux premiers matchs à Wimbledon début juillet face à Caroline Dolehide (6-1, 6-4) et ne laisse que deux jeux à la locale Jodie Burrage (6-0, 6-2). Elle s'incline ensuite avant la deuxième semaine, battue par l'ancienne numéro une Victoria Azarenka (2-6, 4-6).
Elle s'envole pour l'Italie fin juin, et affronte la joueuse locale Martina Trevisan (6-3, 6-7, 6-0) à Palerme, puis sa compatriote qualifiée Tatiana Prozorova (6-3, 6-1). Elle perd contre une autre Italienne Jasmine Paolini (4-6, 6-4, 3-6) en quarts de finale. Elle s'envole début août pour la tournée américaine et le tournoi de Washington. Elle élimine d'abord la Belge Elise Mertens (6-3, 7-5) mais affronte sa bête noire au second tour, l'Ukrainienne Elina Svitolina, récente demi-finaliste à Wimbledon et s'incline pour la huitième fois en autant de confrontations (2-6, 2-6). Elle dispute la semaine suivante à Toronto l'Open du Canada au cours duquel, elle gagne trois matchs contre Elise Mertens (6-4, 6-2), sa compatriote Anna Blinkova (6-2, 7-5) et la Tchèque Marie Bouzková (6-3, 6-4). Elle égale son meilleur résultat dans ce tournoi en y jouant alors les quarts de finale pour la première fois depuis sept ans. Elle retrouve la Kazakh Elena Rybakina et malgré une belle résistance, est contrainte de s'incliner contre la numéro trois mondiale (7-5, 5-7, 6-7).
A Cincinnati, elle se défait facilement de la jeune Peyton Stearns (6-2, 6-1) et de la naturalisée française Varvara Gracheva (6-3, 6-1) pour jouer pour la première fois de sa carrière les huitièmes de finale du tournoi, stade qu'elle n'avait jamais atteint en huit participations. Elle rencontre la numéro deux mondiale Aryna Sabalenka qui la stoppe logiquement (3-6, 3-6). A l'US Open, elle joue deux Américaines, perd contre elles le premier set mais l'emporte à chaque fois (victoire sur Alycia Parks, 2-6, 6-4, 6-2 et Sofia Kenin, 2-6, 6-4, 6-4) puis se débarrasse de la qualifiée Belge Greet Minnen (6-3, 6-4) pour jouer les huitièmes de finale pour la première fois depuis six ans dans ce Grand Chelem. Retrouvant la Biélorusse Aryna Sabalenka, nouvelle numéro une mondiale à l'issue du tournoi, cette dernière lui barre de nouveau la route (1-6, 3-6).
Elle s'envole pour le Japon fin septembre et dispute le tournoi de Tokyo. Elle y renverse Marta Kostyuk (3-6, 6-4, 6-3) et bat la qualifiée Grecque Déspina Papamichaíl (6-4, 6-4) pour disputer les quarts de finale mais s'y fait sèchement éliminer par l'Américaine Jessica Pegula, numéro quatre mondiale (1-6, 0-6). Elle atteint le deuxième tour sur le dernier WTA 1000 de l'année, à Pékin où elle sort difficilement l'Égyptienne Mayar Sherif (1-6, 6-4, 7-6) et s'incline contre la jeune locale en forme Wang Xinyu (4-6, 2-6). La semaine suivante, elle sort la jeune locale invitée Bai Zhuoxuan (6-2, 6-4) et profite du forfait d'Ons Jabeur pour passer directement en demi-finale. Elle s'incline alors sèchement contre la Tchèque Barbora Krejčíková (3-6, 0-6).

### 2024: 7eet 8etitres à Eastbourne et Ningbo et quatre finales perdues à Adélaïde, Abou Dabi, Charleston et Séoul
Elle commence la tournée australienne par un quart de finale à Brisbane puis une finale perdue à Adélaïde pour la deuxième année consécutive face à la Lettone Jeļena Ostapenko (3-6, 2-6). Elle avait auparavant éliminé les qualifiée Claire Liu (6-4, 6-3), sa compatriote Anna Kalinskaya (5-7, 6-4, 7-5) et profitée de deux forfaits, celui de Laura Siegemund et un autre de la numéro cinq mondiale Jessica Pegula. Elle remporte un match à l'Open d'Australie contre l'Américaine Peyton Stearns (6-2, 3-6, 6-2) qui joue le tournoi pour la première fois mais s'incline contre une autre Américaine, Sloane Stephens, ancienne numéro trois mondiale qui renverse le cours du match (6-4, 3-6, 3-6). 
Elle joue une deuxième finale en WTA 500 à Abou Dhabi après avoir sorti difficilement la jeune qualifiée Française Diane Parry (6-4, 5-7, 6-4) et une autre qualifiée, Ashlyn Krueger (6-3, 7-5). Après avoir expédiée la Roumaine Sorana Cîrstea (6-2, 6-0), elle joue un long marathon de plus de trois heures qu'elle remporte contre la Brésilienne Beatriz Haddad Maia (6-3, 4-6, 7-6). Confrontée à la numéro cinq mondiale Elena Rybakina, tête de série numéro une, elle perd une nouvelle fois en finale (1-6, 4-6). Emoussée, elle est battue dès le premier tour aux WTA 1000 de Doha le lendemain contre sa compatriote Anastasia Pavlyuchenkova (2-6, 6-7) qui arrivera jusqu'au dernier carré et la semaine suivante à Dubaï face à l'Italienne Lucia Bronzetti (6-7, 6-4, 5-7). 
Elle franchit mi-mars pour la première fois depuis six ans le troisième tour à Indian Wells après s'être défaite de la Française Océane Dodin (6-3, 7-5) et de Sloane Stephens (2-6, 6-4, 6-4), dont elle prend sa revanche. Elle rencontre en huitièmes la Chinoise Yuan Yue, vainqueur quelques semaines plus tôt de son premier titre à Austin. La Chinoise la surprend pour sa première participation au tournoi (6-4, 4-6, 3-6). Même si elle ne cède aucun jeu contre la qualifiée Claire Liu (6-0, 1-0 ab.), elle s'incline au troisième tour, son meilleur résultat en six participations au tournoi de Miami contre Sorana Cîrstea (5-7, 2-6).  
Elle reste sur le territoire américain pour disputer le tournoi de Charleston, premier gros rendez-vous sur terre battue de la saison. Elle sort malgré un deuxième set complètement loupé la locale pour la seconde fois de l'année Ashlyn Krueger (6-3, 0-6, 6-1), l'Ukrainienne Anhelina Kalinina (6-1, 6-4) et la Roumaine Jaqueline Cristian (6-7, 6-2, 6-3). Elle livre un grand match contre la cinquième joueuse mondiale et locale Jessica Pegula (6-4, 4-6, 7-6), son adversaire servant pour le match à deux reprises, constituant sa première victoire sur une Top 10 de la saison, pour jouer la finale. Opposée à l'Américaine Danielle Collins, elle ne marque que trois petits jeux (2-6, 1-6) contre son adversaire qui est dans la forme de sa vie et enchaîne sa treizième victoire consécutive après son titre la semaine passée à Miami. 
Comme la saison passée, elle s'arrête en huitièmes de finale à Madrid après un match difficile contre la locale Cristina Bucșa (5-7, 7-6, 6-3), alors qu'elle est menée 2-5 dans la deuxième manche et un nouveau match serré contre sa compatriote Anastasia Pavlyuchenkova (7-6, 7-5) battue ensuite par la Kazakh et spécialiste de terre Yulia Putintseva (6-3, 2-6, 2-6). Elle s'impose devant l'Allemande Tatjana Maria (7-5, 6-1) à Rome mais s'incline contre l'ancienne numéro une Naomi Osaka qu'elle retrouve six ans après leur dernier duel (3-6, 3-6). Elle effectue un de ses pires parcours à Roland Garros quelques semaines après, battant seulement la Polonaise Magdalena Fręch (7-5, 6-1) et s'inclinant dès le deuxième tour contre l'Américaine Peyton Stearns, qui prend sa revanche de la saison passée (5-7, 2-6). Elle renverse à Berlin pour commencer la saison sur herbe l'Ukrainienne Marta Kostyuk (4-6, 7-6, 6-3), qui a servi deux fois pour le match, mais s'incline au second tour contre la Biélorusse Aryna Sabalenka, vainqueur en début d'année de son deuxième Open d'Australie, sur le même score qu'en début de saison à Brisbane (1-6, 4-6).  
Finaliste l'année passée à Eastbourne, elle revient à ce stade de la compétition dans le tournoi, juste avant Wimbledon, disposant des Chinoises Wang Xinyu (6-4, 6-2) et Yuan Yue (3-6, 6-4, 6-0), contre laquelle elle prend sa revanche et de l'invitée locale Emma Raducanu (6-2, 6-2), ancienne vainqueur d'US Open. Elle se débarrasse de l'Italienne Jasmine Paolini, récente finaliste à Roland Garros et future finaliste à Wimbledon au cours d'un match disputé (3-6, 7-5, 6-3) et s'offre un septième titre en carrière contre la Canadienne Leylah Fernandez (6-3, 6-4), son premier de l'année et son premier sur gazon. Elle démarre Wimbledon en faisant forte impression avec seulement trois jeux laissés contre Zhang Shuai (6-3, 6-0) et aucun perdu face à l'invitée locale Yuriko Miyazaki (6-0, 6-0). Elle s'incline malgré ces deux matchs au troisième tour comme l'année passée, contre l'ancienne numéro deux mondiale Paula Badosa (6-7, 6-4, 4-6). Son début de tournée américaine est décevant avec un renversement lors de son premier match à Washington contre la locale Caroline Dolehide (6-2, 5-7, 0-6), ayant servi pour le gain de la rencontre et deux autres défaites  contre les Américaines Amanda Anisimova (4-6, 3-6), futur finaliste surprise à l'Open du Canada et Taylor Townsend à Cincinnati (1-6, 6-2, 1-6). Elle remporte un match à l'US Open contre la Roumaine Jaqueline Cristian (6-2, 6-4) mais voit de nouveau Peyton Stearns lui barrer la route dès le deuxième tour (1-6, 6-7). 
Elle rebondit à Séoul où elle remporte son premier tour contre Hailey Baptiste (6-4, 6-2) et profite de l'abandon de la Britannique Emma Raducanu (6-1 ab.) pour jouer les demi-finale contre sa jeune compatriote Diana Shnaider, qui joue sa première saison pleine sur le circuit. Elle vainc son adversaire (6-3, 6-4), ce qui lui permet de jouer sa cinquième finale de l'année contre la Brésilienne Beatriz Haddad Maia, ancienne Top 10 et récente quart de finaliste à l'US Open. Elle s'incline pour la quatrième fois de la saison à ce stade (6-1, 4-6, 1-6), renversée par la Sud-Américaine. Comme à l'Open du Canada, elle est sortie à Pékin au troisième tour par Amanda Anisimova (6-7, 4-6) après avoir écrasé la Croate repêchée Jana Fett (6-1, 6-2). Jouant pour la première fois depuis cinq saisons le tournoi de Wuhan, elle n'améliore pas son meilleur résultat en s'inclinant au troisième tour contre la Polonaise Magda Linette (2-6, 3-6) après un succès sur Bernarda Pera (6-4, 1-6, 6-1). Elle part ensuite en direction de Ningbo pour y jouer un nouveau tournoi sur dur et lutte pour parvenir en demi-finale, renversant Kateřina Siniaková (1-6, 6-3, 6-2) et sortant difficilement Yulia Putintseva (6-4, 1-6, 7-6) en sortant deux balles de match dans le jeu décisif de l'ultime manche. Elle a un peu de répit en profitant de l'abandon d'une Paula Badosa, récente quart de finaliste à l'US Open (6-4 ab.), ce qui lui permet de jouer une sixième finale cette saison. Elle y affronte sa très jeune compatriote Mirra Andreeva qui dispute sa deuxième finale et sa première sur dur. Grâce à un départ canon, elle s'impose (6-0, 4-6, 6-4) et remporte son huitième titre en carrière, le premier en Asie, devenant la première Russe à s'imposer à Ningbo. 
Elle dispute le dernier WTA 500 de l'année à Tokyo et renverse l'Américaine McCartney Kessler (3-6, 6-3, 6-1) mais pas l'ancienne numéro quatre Sofia Kenin (3-6, 4-6). Remplaçant au Masters, la blessure de Jessica Pegula lui permet de jouer pour la deuxième fois le tournoi. Malgré tout, elle n'y gagne qu'un seul petit jeu, confronté à une de ses bêtes noires, Iga Świątek, numéro deux mondiale (1-6, 0-6).

### 2025. 1/8eà l'Open d'Australie et Roland-Garros
Elle sort vainqueur de son premier match de l'année à Brisbane, difficilement contre l'Américaine Peyton Stearns (7-6, 4-6, 7-5) avant d'être renversée par sa compatriote Polina Kudermetova, issue des qualifications et qui obtient sa première victoire sur une joueuse membre du Top 10 (6-1, 2-6, 5-7). Elle sort deux Australiennes invitées à Adelaïde, Olivia Gadecki (6-2, 6-3) et la très jeune Emerson Jones (7-5, 6-3) avant de subir sa dixième défaite en carrière en quarts de finale contre une de ses bêtes noires, Madison Keys (1-6, 3-6). Elle commence l'Open d'Australie en confiance par deux victoires expéditives contre la Bulgare Viktoriya Tomova (6-1, 6-3) et la Chinoise Wang Yafan (6-2, 6-0) avant de sortir la Kazakhstanaise Yulia Putintseva (7-5, 6-1) qui cède pour la quatrième fois de sa carrière à ce stade du tournoi. C'est en revanche la première fois en dix participations que la joueuse russe va aussi loin dans le tournoi. Il s'agissait du dernier Grand Chelem dans lequel elle n'avait pas atteint la deuxième semaine. Elle est confrontée à ce stade à l'Américaine Emma Navarro, demi-finaliste récente à l'US Open et huitième joueuse mondiale qu'elle n'a jamais affrontée. Après une lutte acharnée, elle cède en trois manches (4-6, 7-5, 5-7).
Finaliste l'année passée à Abou Dhabi, elle se voit surprise et renversée par la jeune Ashlyn Krueger au premier tour du tournoi émirati (6-1, 5-7, 4-6). Elle prend sa revanche en infligeant deux roues de bicyclette à la repêchée Polina Kudermetova, finaliste en début de saison à Brisbane (6-0, 6-0) et dispose sans difficultés de l'Arménienne Elina Avanesyan (6-2, 6-3). Elle cède en huitièmes de finale logiquement contre Jessica Pegula, finaliste du dernier US Open et sixième joueuse mondiale (3-6, 5-7). Comme lors des quatre dernières éditions, elle s'incline dès son entrée en lice la semaine suivante à Dubaï face à la vétérane Roumaine Sorana Cîrstea (1-6, 4-6), puis s'envole pour l'Amérique. Elle renverse l'ancienne numéro quatre Sofia Kenin (3-6, 7-5, 6-4) à Indian Wells avant de connaître la défaite contre sa compatriote Liudmila Samsonova (6-2, 3-6, 2-6), puis une deuxième d'affilée, contre l'invitée Hailey Baptiste qui remporte son premier match à Miami (6-3, 4-6, 5-7). 
Finaliste l'année passée à Charleston, elle ne cède que deux jeux contre l'invitée locale Lauren Davis (6-1, 6-1) mais s'incline au tour suivant contre Sofia Kenin (3-6, 6-7) qui prend ainsi sa revanche d'Indian Wells. Elle revient sur terre à Madrid et remporte son premier match contre Alycia Parks (6-2, 7-5), s'inclinant lors du match suivant contre Ekaterina Alexandrova, ancienne demi-finaliste (3-6, 6-7). Elle perd dès son entrée dans le tournoi de Rome en mai, sortie par l'Ukrainienne Marta Kostyuk (4-6, 2-6).
Elle est éliminée en huitièmes de finale à Roland-Garros après sa défaite face à Mirra Andreeva, demi-finaliste l'année passée en deux sets (3-6, 5-7). Elle s'était jouée lors de ses premiers tours de la spécialiste de double Kateřina Siniaková (6-1, 3-6, 6-2), de l'invitée Française Léolia Jeanjean (6-4, 6-2) et de sa première Top 10 de la saison, Paula Badosa, demi-finaliste à l'Open d'Australie en début d'année (6-1, 7-5). Elle subit une première défaite sur gazon contre l'invitée locale Sonay Kartal (1-6, 6-3, 3-6) au Queen's, une seconde à Berlin contre la qualifiée Wang Xinyu (3-6, 2-6) et une troisième face à la Néo-Zélandaise Lulu Sun, quart de finaliste au Temple l'année passée (5-7, 6-2, 3-6) à Eastbourne. Elle stoppe l'hémorragie lors du Grand Chelem londonien contre la Colombienne Emiliana Arango (7-5, 6-3) qui joue son premier match dans le tableau final de Wimbledon, et remporte son second match contre la Roumaine Irina-Camelia Begu (6-2, 4-6, 6-1), s'arrêtant au troisième tour comme lors des deux dernières éditions, battue de nouveau par son ancienne compatriote Liudmila Samsonova (2-6, 3-6).

## Palmarès

### Titres en simple dames
| No | Date       | Nom et lieu du tournoi                          | Catégorie | Dotation  | Surface      | Finaliste           | Score          |          |
| -- | ---------- | ----------------------------------------------- | --------- | --------- | ------------ | ------------------- | -------------- | -------- |
| 1  | 03-04-2017 | Volvo Car Open, Charleston                      | Premier   | 776 000 $ | Terre (ext.) | Jeļena Ostapenko    | 6-3, 6-1       | Parcours |
| 2  | 15-10-2018 | Kremlin Cup, Moscou                             | Premier   | 932 866 $ | Dur (int.)   | Ons Jabeur          | 2-6, 7-63, 6-4 | Parcours |
| 3  | 13-02-2021 | Phillip Island Trophy, Melbourne                | WTA 250   | 235 238 $ | Dur (ext.)   | Marie Bouzková      | 4-6, 6-2, 6-2  | Parcours |
| 4  | 15-03-2021 | St. Petersburg Ladies Trophy, Saint-Pétersbourg | WTA 500   | 565 530 $ | Dur (int.)   | Margarita Gasparyan | 6-3, 2-1 ab.   | Parcours |
| 5  | 01-08-2022 | Mubadala Silicon Valley Classic, San José       | WTA 500   | 757 900 $ | Dur (ext.)   | Shelby Rogers       | 62-7, 6-1, 6-2 | Parcours |
| 6  | 21-08-2022 | Championnats Banque Nationale de Granby, Granby | WTA 250   | 251 750 $ | Dur (ext.)   | Daria Saville       | 6-4, 6-4       | Parcours |
| 7  | 24-06-2024 | Rothesay International, Eastbourne              | WTA 500   | 922 573 $ | Gazon (ext.) | Leylah Fernandez    | 6-3, 6-4       | Parcours |
| 8  | 14-10-2024 | Ningbo Open, Ningbo                             | WTA 500   | 922 573 $ | Dur (ext.)   | Mirra Andreeva      | 6-0, 4-6, 6-4  | Parcours |

### Finales en simple dames
| No | Date       | Nom et lieu du tournoi                 | Catégorie | Dotation    | Surface      | Vainqueure          | Score           |          |
| -- | ---------- | -------------------------------------- | --------- | ----------- | ------------ | ------------------- | --------------- | -------- |
| 1  | 16-10-2017 | VTB Kremlin Cup, Moscou                | Premier   | 855 308 $   | Dur (int.)   | Julia Görges        | 6-1, 6-2        | Parcours |
| 2  | 19-02-2018 | Duty Free Tennis Championships, Dubaï  | Premier   | 2 623 485 $ | Dur (ext.)   | Elina Svitolina     | 6-4, 6-0        | Parcours |
| 3  | 07-03-2018 | BNP Paribas Open, Indian Wells         | PREMIER*  | 8 648 508 $ | Dur (ext.)   | Naomi Osaka         | 6-3, 6-2        | Parcours |
| 4  | 14-06-2021 | Viking Classic, Birmingham             | WTA 250   | 235 238 $   | Gazon (ext.) | Ons Jabeur          | 7-5, 6-4        | Parcours |
| 5  | 02-08-2021 | Silicon Valley Classic, San José       | WTA 500   | 565 530 $   | Dur (ext.)   | Danielle Collins    | 6-3, 610-7, 6-1 | Parcours |
| 6  | 09-01-2023 | Adélaïde International 2, Adélaïde     | WTA 500   | 780 637 $   | Dur (ext.)   | Belinda Bencic      | 6-2, 6-0        | Parcours |
| 7  | 26-06-2023 | Rothesay International, Eastbourne     | WTA 500   | 780 637 $   | Gazon (ext.) | Madison Keys        | 6-2, 7-613      | Parcours |
| 8  | 08-01-2024 | Adélaïde International, Adélaïde       | WTA 500   | 922 573 $   | Dur (ext.)   | Jeļena Ostapenko    | 6-3, 6-2        | Parcours |
| 9  | 05-02-2024 | Mubadala Abu Dhabi Open, Abou Dabi     | WTA 500   | 922 573 $   | Dur (ext.)   | Elena Rybakina      | 6-1, 6-4        | Parcours |
| 10 | 01-04-2024 | Credit One Charleston Open, Charleston | WTA 500   | 922 573 $   | Terre (ext.) | Danielle Collins    | 6-2, 6-1        | Parcours |
| 11 | 16-09-2024 | Hana Bank Korea Open, Séoul            | WTA 500   | 922 573 $   | Dur (ext.)   | Beatriz Haddad Maia | 1-6, 6-4, 6-1   | Parcours |

### Titre en double dames
| No | Date       | Nom et lieu du tournoi | Catégorie | Dotation  | Surface    | Partenaire    | Finalistes                          | Score             |          |
| -- | ---------- | ---------------------- | --------- | --------- | ---------- | ------------- | ----------------------------------- | ----------------- | -------- |
| 1  | 19-10-2015 | Kremlin Cup Moscou     | Premier   | 768 000 $ | Dur (int.) | Elena Vesnina | Irina-Camelia Begu Monica Niculescu | 6-3, 6-77, [10-5] | Parcours |

### Finales en double dames
| No | Date       | Nom et lieu du tournoi | Catégorie | Dotation    | Surface    | Vainqueures                        | Partenaire      | Score            |          |
| -- | ---------- | ---------------------- | --------- | ----------- | ---------- | ---------------------------------- | --------------- | ---------------- | -------- |
| 1  | 17-10-2016 | Kremlin Cup Moscou     | Premier   | 823 888 $   | Dur (int.) | Andrea Hlaváčková Lucie Hradecká   | Daria Gavrilova | 4-6, 6-0, [10-7] | Parcours |
| 2  | 18-09-2017 | Pan Pacific Open Tokyo | Premier   | 1 000 000 $ | Dur (ext.) | Andreja Klepač María José Martínez | Daria Gavrilova | 6-3, 6-2         | Parcours |

## Parcours en Grand Chelem

### En simple dames
| Année | Open d'Australie | Open d'Australie | Internationaux de France | Internationaux de France | Wimbledon       | Wimbledon          | US Open         | US Open         |
| ----- | ---------------- | ---------------- | ------------------------ | ------------------------ | --------------- | ------------------ | --------------- | --------------- |
| 2015  | —                | —                | —                        | —                        | —               | —                  | 3e tour (1/16)  | K. Mladenovic   |
| 2016  | 3e tour (1/16)   | Serena Williams  | 3e tour (1/16)           | Kiki Bertens             | 3e tour (1/16)  | Venus Williams     | 1er tour (1/64) | Wang Qiang      |
| 2017  | 1er tour (1/64)  | Peng Shuai       | 3e tour (1/16)           | Simona Halep             | 2e tour (1/32)  | Anett Kontaveit    | 1/8 de finale   | Kaia Kanepi     |
| 2018  | 2e tour (1/32)   | Magda Linette    | 1/4 de finale            | Sloane Stephens          | 1/4 de finale   | Angelique Kerber   | 2e tour (1/32)  | A. Sasnovich    |
| 2019  | 1er tour (1/64)  | Timea Bacsinszky | 2e tour (1/32)           | Mónica Puig              | 1er tour (1/64) | Ajla Tomljanović   | 1er tour (1/64) | Johanna Konta   |
| 2020  | 1er tour (1/64)  | Madison Keys     | 2e tour (1/32)           | Aryna Sabalenka          | Annulé          | Annulé             | 1er tour (1/64) | Marta Kostyuk   |
| 2021  | 2e tour (1/32)   | Aryna Sabalenka  | 3e tour (1/16)           | Sorana Cirstea           | 2e tour (1/32)  | Jeļena Ostapenko   | 3e tour (1/16)  | Elina Svitolina |
| 2022  | 3e tour (1/16)   | Iga Świątek      | 1/2 finale               | Iga Świątek              | —               | —                  | 1er tour (1/64) | Harriet Dart    |
| 2023  | 1er tour (1/64)  | Varvara Gracheva | 1/8 de finale            | Elina Svitolina          | 3e tour (1/16)  | Victoria Azarenka  | 1/8 de finale   | Aryna Sabalenka |
| 2024  | 2e tour (1/32)   | Sloane Stephens  | 2e tour (1/32)           | Peyton Stearns           | 3e tour (1/16)  | Paula Badosa       | 2e tour (1/32)  | Peyton Stearns  |
| 2025  | 1/8 de finale    | Emma Navarro     | 1/8 de finale            | Mirra Andreeva           | 3e tour (1/16)  | Liudmila Samsonova |                 |                 |

N.B. : à droite du résultat se trouve le nom de l'ultime adversaire.

### En double dames
| Année | Open d'Australie                                                                     | Open d'Australie             | Internationaux de France      | Internationaux de France                                                           | Wimbledon                                                                       | Wimbledon                   | US Open                     | US Open                    |
| ----- | ------------------------------------------------------------------------------------ | ---------------------------- | ----------------------------- | ---------------------------------------------------------------------------------- | ------------------------------------------------------------------------------- | --------------------------- | --------------------------- | -------------------------- |
| 2016  | 2e tour (1/16) Danka Kovinić                                                         | Xu Yifan Zheng Saisai        | 1er tour (1/32) A. Panova     | Martina Hingis Sania Mirza                                                         | 3e tour (1/8) D. Gavrilova                                                      | Raquel Atawo Abigail Spears | 2e tour (1/16) D. Gavrilova | A. Klepač K. Srebotnik     |
| 2017  | 1er tour (1/32) D. Gavrilova                                                         | Sara Errani Kirsten Flipkens | 2e tour (1/16) I. Khromacheva | Duan Ying-Ying Peng Shuai                                                          | —                                                                               | —                           | 3e tour (1/8) D. Gavrilova  | Chan Hao-ching Zhang Shuai |
| 2018  | 1er tour (1/32) D. Gavrilova                                                         | Jennifer Brady Vania King    | 1er tour (1/32) D. Gavrilova  | Nao Hibino O. Kalashnikova                                                         | —                                                                               | —                           | —                           | —                          |
| 2019  | —                                                                                    | —                            | 3e tour (1/8) A. Kontaveit    | Duan Ying-Ying Zheng Saisai                                                        | 1er tour (1/32) A. Kontaveit                                                    | I.-C. Begu M. Niculescu     | —                           | —                          |
| 2020  | —                                                                                    | —                            | —                             | —                                                                                  | Annulé                                                                          | Annulé                      | —                           | —                          |
| 2021  | 1er tour (1/32) A. Kontaveit \|\| style="text-align:left;" \| A. Bolsova J. Paolini  | —                            | —                             | 1er tour (1/32) E. Perez \|\| style="text-align:left;" \| Coco Gauff Cath. McNally | 2e tour (1/16) A. Kontaveit \|\| style="text-align:left;" \| D. Jurak A. Klepač |                             |                             |                            |
| 2022  | 1er tour (1/32) L. Samsonova \|\| style="text-align:left;" \| D. Collins D. Krawczyk | —                            | —                             | —                                                                                  | —                                                                               | —                           | —                           |                            |

sous le résultat, la partenaire ; à droite, l'ultime équipe adverse.

### En double mixte
N'a jamais participé à un tableau final.

## Parcours en «Premier» et WTA 1000
Les tournois WTA « Premier Mandatory » et « Premier 5 » (entre 2009 et 2020) et WTA 1000 (à partir de 2021) constituent les catégories d'épreuves les plus prestigieuses, après les quatre levées du Grand Chelem. 

De 2009 à 2023, les tournois Premier Mandatory (dits tournois WTA 1000 obligatoires entre 2021 et 2023) regroupent Indian Wells, Miami, Madrid et Pékin, les autres constituant les tournois Premier 5 (tournois WTA 1000 non-obligatoires). À partir de 2024, le nombre de tournois WTA 1000 passe à 10 par saison (fin de l’alternance Doha / Dubaï), ces derniers devenant tous obligatoires et offrant tous 1000 points à la vainqueure (contre 900 points précédemment pour les tournois Premier 5).

### En simple dames
| Année |       |                                   |                              |                             |                             |                               |                             |                              |                               |                              |  |                             |
| Doha  | Dubaï | Indian Wells                      | Miami                        | Madrid                      | Rome                        | Canada                        | Cincinnati                  | Pékin                        |                               | Wuhan                        |  |                             |
| Doha  | Dubaï | Indian Wells                      | Miami                        | Madrid                      | Rome                        | Canada                        | Cincinnati                  | Pékin                        | Guadalajara                   |                              |  |                             |
| Doha  | Dubaï | Indian Wells                      | Miami                        | Madrid                      | Rome                        | Canada                        | Cincinnati                  | Pékin                        |                               |                              |  |                             |
| 2016  |       | 2e tour (1/16) R. Vinci           | WTA 500                      | 1/4 de finale Ka. Plíšková  | 2e tour (1/32) S. Halep     | 1er tour (1/32) P. M. Țig     | 3e tour (1/8) I.-C. Begu    | 1/4 de finale A. Kerber      | 1er tour (1/32) T. Pironkova  | 2e tour (1/16) Ka. Plíšková  |  | 3e tour (1/8) M. Keys       |
| 2017  |       | WTA 500                           | 1er tour (1/32) C. Wozniacki | 2e tour (1/32) Kr. Plíšková | 2e tour (1/32) S. Rogers    | 1er tour (1/32) R. Vinci      | 1er tour (1/32) B. Strýcová | 2e tour (1/16) E. Svitolina  | 2e tour (1/16) M. Keys        | 1/4 de finale S. Halep       |  | 3e tour (1/8) E. Makarova   |
| 2018  |       | 1er tour (1/32) C. Bellis         | WTA 500                      | Finale N. Osaka             | 2e tour (1/32) S. Kenin     | 1/4 de finale P. Kvitová      | 3e tour (1/8) E. Svitolina  | 2e tour (1/16) M. Sharapova  | 1er tour (1/32) P. Martić     | 1er tour (1/32) L. Siegemund |  | 3e tour (1/8) D. Cibulková  |
| 2019  |       | WTA 500                           | 2e tour (1/16) S. Kenin      | 2e tour (1/32) Vondroušová  | 3e tour (1/16) V. Williams  | 1er tour (1/32) V. Azarenka   | 3e tour (1/8) Vondroušová   | 2e tour (1/16) B. Andreescu  | 2e tour (1/16) M. Keys        | 1/4 de finale C. Wozniacki   |  | 1er tour (1/32) C. Garcia   |
| 2020  |       | 1er tour (1/32) G. Muguruza       | WTA 500                      | Annulé                      | Annulé                      | Annulé                        | 3e tour (1/8) V. Azarenka   | Annulé                       | 1er tour (1/32) A. Kontaveit  | Annulé                       |  | Annulé                      |
| 2021  |       | WTA 500                           | 1er tour (1/32) A. Cornet    | 3e tour (1/16) A. Kerber    |                             | 2e tour (1/16) A. Sabalenka   | 1er tour (1/32) J. Pegula   | 2e tour (1/16) O. Jabeur     | 1er tour (1/32) B. Krejčíková | Annulé                       |  | Annulé                      |
| 2022  |       | 3e tour (1/8) I. Świątek          | WTA 500                      | 3e tour (1/16) A. Kerber    | 2e tour (1/32) A. Sasnovich | 3e tour (1/8) S. Sorribes     | 1/2 finale O. Jabeur        | 1er tour (1/32) B. Andreescu | 1er tour (1/32) A. Anisimova  | Hors calendrier              |  | 3e tour (1/8) A. Kalinskaya |
| 2023  |       | WTA 500                           | 2e tour (1/16) B. Krejčíková | 3e tour (1/16) V. Gracheva  | 2e tour (1/32) E. Mertens   | 4e tour (1/8) V. Kudermetova  | 4e tour (1/8) J. Ostapenko  | 1/4 de finale E. Rybakina    |                               | 2e tour (1/16) Wang Xn.      |  |                             |
| 2024  |       | 1er tour (1/32) A. Pavlyuchenkova | 1er tour (1/32) L. Bronzetti | 4e tour (1/8) Yuan Y.       | 3e tour (1/16) S. Cîrstea   | 4e tour (1/8) Y. Putintseva   | 3e tour (1/16) N. Osaka     | 2e tour (1/16) A. Anisimova  | 2e tour (1/16) T. Townsend    | 3e tour (1/16) A. Anisimova  |  | 3e tour (1/8) M. Linette    |
| 2025  |       | 3e tour (1/8) J. Pegula           | 1er tour (1/32) S. Cîrstea   | 3e tour (1/16) L. Samsonova | 2e tour (1/32) H. Baptiste  | 3e tour (1/16) E. Alexandrova | 2e tour (1/32) M. Kostyuk   | 3e tour (1/16) M. Kostyuk    | 2e tour (1/32) L. Bronzetti   |                              |  |                             |

Sous le résultat, l’ultime adversaire.
1. 1 2   Les tournois de Doha et Dubaï alternent le statut de tournoi WTA 1000 (ex Premier 5) entre 2009 et 2023 : les trois premières éditions ont lieu à Dubaï, les trois suivantes à Doha, puis Dubaï accueille le tournoi de cette catégorie les années impaires et Dubaï les années paires. De 2011 à 2023, la ville qui n’accueille pas de WTA 1000 organise à la place un tournoi WTA 500 (ex Premier).
2. 1 2 3 4 5 6 7   L’ordre de déroulement des tournois a évolué depuis 2009 : Rome se dispute avant Madrid et Cincinnati avant Montréal/Toronto jusqu’en 2010, tandis que Tokyo (2009-2013)-Wuhan (2014-2019, 2024-)-Guadalajara (2022-2023) ont lieu avant Pékin jusqu’en 2023.
3. 1 2 3 4 5 6 7 8  Du fait de la pandémie de Covid-19, les tournois d’Indian Wells, de Miami, de Madrid, du Canada, de Wuhan et de Pékin sont annulés en 2020. Ces deux derniers le sont également en 2021. Pour des raisons d’organisation, le tournoi de Cincinnati 2020 a exceptionnellement lieu à Flushing Meadows à New York.
4. ↑  Le 1er décembre 2021, le président de la WTA, Steve Simon, annonce que tous les tournois prévus en Chine et à Hong Kong sont suspendus à partir de 2022, en raison de préoccupations concernant la sécurité et le bien-être de la joueuse de tennis chinoise Peng Shuai après ses allégations de relations sexuelles non-consenties avec Zhang Gaoli, membre de haut rang du Parti communiste chinois. Le tournoi de Pékin revient en 2023. Le tournoi de Guadalajara remplace celui de Wuhan pendant deux ans, ce dernier réapparaissant en 2024.

## Parcours au Masters

### En simple dames
| # | Date       | Nom de l'édition      | ($)       | Surface    | Résultat               | Ultime adversaire | Score          |          |
| - | ---------- | --------------------- | --------- | ---------- | ---------------------- | ----------------- | -------------- | -------- |
| 1 | 31/10/2022 | WTA Finals Fort Worth | 5 000 000 | Dur (int.) | Round Nancy (défaite)  | Iga Świątek       | 2-6, 3-6       | Parcours |
| 1 | 31/10/2022 | WTA Finals Fort Worth | 5 000 000 | Dur (int.) | Round Nancy (victoire) | Coco Gauff        | 7-66, 6-3      | Parcours |
| 1 | 31/10/2022 | WTA Finals Fort Worth | 5 000 000 | Dur (int.) | Round Nancy (défaite)  | Caroline Garcia   | 6-4, 1-6, 65-7 | Parcours |

## Parcours aux Jeux olympiques

### En simple dames
| # | Date       | Nom de l'olympiade                  | Surface    | Résultat      | Ultime adversaire | Score    |          |
| - | ---------- | ----------------------------------- | ---------- | ------------- | ----------------- | -------- | -------- |
| 1 | 06/08/2016 | Olympic Tennis Event Rio de Janeiro | Dur (ext.) | 1/4 de finale | Madison Keys      | 6-3, 6-1 | Parcours |

### En double dames
| # | Date       | Nom de l'olympiade                  | Surface    | Résultat      | Partenaire          | Ultimes adversaires              | Score         |          |
| - | ---------- | ----------------------------------- | ---------- | ------------- | ------------------- | -------------------------------- | ------------- | -------- |
| 1 | 06/08/2016 | Olympic Tennis Event Rio de Janeiro | Dur (ext.) | 1/4 de finale | Svetlana Kuznetsova | Andrea Hlaváčková Lucie Hradecká | 6-1, 4-6, 7-5 | Parcours |

## Parcours en Fed Cup
| #                                                                | Date       | Lieu   | Surface      | Gagnante(s)                        | Perdante(s)                     | Score         |          |
|                                                                  |            |        |              |                                    |                                 |               |          |
| 2016 - 1er tour (groupe mondial) - Russie - Pays-Bas - 1 : 3     |            |        |              |                                    |                                 |               |          |
| 1                                                                | 06/02/2016 | Moscou | Dur (int.)   | Daria Kasatkina Ekaterina Makarova | Cindy Burger Arantxa Rus        | 6-0, 6-2      | Parcours |
|                                                                  |            |        |              |                                    |                                 |               |          |
| 2016 - Barrage (groupe mondial I) - Russie - Biélorussie - 2 : 3 |            |        |              |                                    |                                 |               |          |
| 2                                                                | 16/04/2016 | Moscou | Terre (int.) | Daria Kasatkina                    | Aliaksandra Sasnovich           | 6-3, 3-6, 6-1 | Parcours |
| 2                                                                | 16/04/2016 | Moscou | Terre (int.) | Victoria Azarenka                  | Daria Kasatkina                 | 6-2, 5-7, 6-3 | Parcours |
| 2                                                                | 16/04/2016 | Moscou | Terre (int.) | Daria Kasatkina Elena Vesnina      | Olga Govortsova Aryna Sabalenka | 6-4, 6-2      | Parcours |
|                                                                  |            |        |              |                                    |                                 |               |          |
| 2017 - Barrage (groupe mondial I) - Russie - Belgique - 2 : 3    |            |        |              |                                    |                                 |               |          |
| 3                                                                | 22/04/2017 | Moscou | Terre (int.) | Daria Kasatkina                    | Maryna Zanevska                 | 5-7, 6-1, 6-0 | Parcours |
| 3                                                                | 22/04/2017 | Moscou | Terre (int.) | Elise Mertens An-Sophie Mestach    | Daria Kasatkina Elena Vesnina   | 6-1, 7-62     | Parcours |

## Classements WTA en fin de saison
| Année          | 2014 | 2015 | 2016 | 2017 | 2018 | 2019 | 2020 | 2021 | 2022 | 2023 | 2024 |
| Rang en simple | 370  | 72   | 27   | 24   | 10   | 69   | 72   | 26   | 8    | 18   | 9    |
| Rang en double | –    | 118  | 48   | 67   | 412  | 127  | 141  | 283  | 642  | 489  | 378  |

Source : (en) Classements de Daria Kasatkina sur le site officiel de la Fédération internationale de tennis

## Records et statistiques

### Confrontations avec ses principales adversaires
Confrontations lors des différents tournois WTA avec ses principales adversaires (5 confrontations minimum et avoir été membre du top 10). Classement par pourcentage de victoires. Situation au 12 juillet 2025 :
| Joueuse             | Meilleur classement | Confrontations | Victoires | Défaites | Pourcentage de victoires | Dernière confrontation                       |
| ------------------- | ------------------- | -------------- | --------- | -------- | ------------------------ | -------------------------------------------- |
| Elina Svitolina     | 3                   | 8              | 0         | 8        | 0                        | défaite (2-6, 2-6) à Washington 2023         |
| Amanda Anisimova    | 7                   | 5              | 0         | 5        | 0                        | défaite (6-7, 4-6) à Pékin 2024              |
| Iga Świątek         | 1                   | 7              | 1         | 6        | 14,3                     | défaite (1-6, 0-6) aux WTA Finals 2024       |
| Madison Keys        | 5                   | 12             | 2         | 10       | 16,7                     | défaite (1-6, 3-6) à Adélaïde 2025           |
| Aryna Sabalenka     | 1                   | 9              | 2         | 7        | 22,3                     | défaite (1-6, 4-6) à Berlin 2024             |
| Jeļena Ostapenko    | 5                   | 8              | 2         | 6        | 25                       | défaite (3-6, 2-6) à Adélaïde 2024           |
| Ons Jabeur          | 2                   | 7              | 2         | 5        | 28.6                     | défaite (5-7, 5-7) à Charleston 2023         |
| Sloane Stephens     | 3                   | 6              | 2         | 4        | 33,3                     | victoire (2-6, 6-4, 6-4) à Indian Wells 2024 |
| Angelique Kerber    | 1                   | 10             | 4         | 6        | 40                       | défaite (2-6, 1-6) à Indian Wells 2022       |
| Barbora Krejčíková  | 2                   | 5              | 2         | 3        | 40                       | victoire (7-5, 1-6, 6-1) à Zhuhai 2023       |
| Elena Rybakina      | 3                   | 5              | 2         | 3        | 40                       | défaite (1-6, 4-6) à Abou Dabi 2024          |
| Sofia Kenin         | 4                   | 7              | 3         | 4        | 42,9                     | défaite (3-6, 6-7) à Charleston 2025         |
| Jasmine Paolini     | 4                   | 6              | 3         | 3        | 50                       | victoire (3-6, 7-5, 6-3) à Eastbourne 2024   |
| Garbiñe Muguruza    | 1                   | 6              | 3         | 3        | 50                       | victoire (6-4, 6-4) à Sydney 2022            |
| Belinda Bencic      | 4                   | 6              | 3         | 3        | 50                       | défaite (0-6, 2-6) à Adélaïde 2 2023         |
| Paula Badosa        | 2                   | 7              | 4         | 3        | 57,1                     | victoire (6-1, 7-5) à Roland-Garros 2025     |
| Caroline Wozniacki  | 1                   | 5              | 3         | 2        | 60                       | défaite (3-6, 65-7) à Pékin 2019             |
| Markéta Vondroušová | 5                   | 5              | 3         | 2        | 60                       | victoire (6-3, 6-4) à Roland-Garros 2023     |
| María Sákkari       | 3                   | 5              | 4         | 1        | 80                       | défaite (0-6, 3-6) à Berlin 2022             |

### Victoires sur le top 10
Toutes ses victoires sur des joueuses classées dans le top 10 de la WTA lors de la rencontre.
| Légende            |
| Grand Chelem       |
| Jeux olympiques    |
| Masters            |
| Premier / WTA 1000 |
| Elite Trophy       |
| WTA 500            |
| Intern'l / WTA 250 |
| Fed Cup            |

| #  | /     |  | Tournoi           | Année | Surface      |                  | Adversaire         | Rang  | Tour          | Score           | Tableau |
| -- | ----- |  | ----------------- | ----- | ------------ | ---------------- | ------------------ | ----- | ------------- | --------------- | ------- |
| 1  | no 75 |  | Auckland          | 2016  | Dur          |                  | Venus Williams     | no 7  | 1/16          | 6-74, 6-3, 6-3  | Tableau |
| 2  | no 33 |  | Montréal          | 2016  | Dur          |                  | Roberta Vinci      | no 8  | 1/8           | 7-5, 6-3        | Tableau |
| 3  | no 26 |  | Sydney            | 2017  | Dur          |                  | Angelique Kerber   | no 1  | 1/8           | 7-65, 6-2       | Tableau |
| 4  | no 32 |  | Doha              | 2017  | Dur          |                  | Angelique Kerber   | no 2  | 1/8           | 6-4, 0-6, 6-4   | Tableau |
| 5  | no 31 |  | Wuhan             | 2017  | Dur          |                  | Simona Halep       | no 2  | 1/16          | 6-2, 6-1        | Tableau |
| 6  | no 23 |  | Saint-Pétersbourg | 2018  | Dur          |                  | Caroline Wozniacki | no 1  | 1/4           | 7-62, 6-3       | Tableau |
| 7  | no 24 |  | Dubaï             | 2018  | Dur          |                  | Garbiñe Muguruza   | no 3  | 1/2           | 3-6, 7-611, 6-1 | Tableau |
| 8  | no 19 |  | Indian Wells      | 2018  | Dur          |                  | Caroline Wozniacki | no 2  | 1/8           | 6-4, 7-5        | Tableau |
| 9  | no 19 |  | Indian Wells      | 2018  | Dur          | Angelique Kerber | no 10              | 1/4   | 6-0, 6-2      |                 | Tableau |
| 10 | no 19 |  | Indian Wells      | 2018  | Dur          | Venus Williams   | no 8               | 1/2   | 4-6, 6-4, 7-5 |                 | Tableau |
| 11 | no 15 |  | Madrid            | 2018  | Terre battue |                  | Garbiñe Muguruza   | no 3  | 1/8           | 6-2, 4-6, 6-3   | Tableau |
| 12 | no 14 |  | Roland-Garros     | 2018  | Terre battue |                  | Caroline Wozniacki | no 2  | 1/8           | 7-65, 6-3       | Tableau |
| 13 | no 34 |  | Eastbourne        | 2021  | Gazon        |                  | Iga Świątek        | no 9  | 1/8           | 4-6, 6-0, 6-1   | Tableau |
| 14 | no 26 |  | Sydney            | 2022  | Dur          |                  | Garbiñe Muguruza   | no 3  | 1/4           | 6-4, 6-4        | Tableau |
| 15 | no 23 |  | Madrid            | 2022  | Terre battue |                  | María Sákkari      | no 5  | 1/16          | 3-6, 6-3, 6-1   | Tableau |
| 16 | no 23 |  | Rome              | 2022  | Terre battue |                  | Paula Badosa       | no 3  | 1/8           | 6-4, 6-4        | Tableau |
| 17 | no 12 |  | San José          | 2022  | Dur          |                  | Aryna Sabalenka    | no 6  | 1/4           | 4-6, 7-5, 6-0   | Tableau |
| 18 | no 12 |  | San José          | 2022  | Dur          | Paula Badosa     | no 4               | 1/2   | 6-2, 6-4      |                 | Tableau |
| 19 | no 8  |  | Masters           | 2022  | Dur (int.)   |                  | Coco Gauff         | no 4  | RR            | 7-66, 6-3       | Tableau |
| 20 | no 11 |  | Eastbourne        | 2023  | Gazon        |                  | Caroline Garcia    | no 5  | 1/4           | 6-2, 2-1 ab.    | Tableau |
| 21 | no 17 |  | Elite Trophy      | 2023  | Dur (int.)   |                  | Barbora Krejčíková | no 10 | RR            | 7-5, 1-6, 6-1   | Tableau |
| 22 | no 11 |  | Charleston        | 2024  | Terre battue |                  | Jessica Pegula     | no 5  | 1/2           | 6-4, 4-6, 7-65  | Tableau |
| 23 | no 14 |  | Eastbourne        | 2024  | Gazon        |                  | Jasmine Paolini    | no 7  | 1/2           | 3-6, 7-5, 6-3   | Tableau |
| 24 | no 17 |  | Roland-Garros     | 2025  | Terre battue |                  | Paula Badosa       | no 10 | 1/16          | 6-1, 7-5        | Tableau |

## Vie privée
En juillet 2022, Daria Kasatkina fait son coming out et dénonce l'homophobie en Russie. Elle fréquenterait, depuis, la patineuse artistique Natalia Zabiiako.